# Aleksandr Rogov
Aleksandr Rogov (em russo:  Александр Николаевич Рогов, Putilkovo, 23 de março de 1956 — 1 de outubro de 2004) foi um velocista russo na modalidade de canoagem.
Foi vencedor da medalha de Ouro em C-1 500 metros em Montreal 1976.